# Усть-Ваєньга
Усть-Ваєньга (рос. Усть-Ваеньга) — селище в Виноградовському районі Архангельської області Російської Федерації.
Населення становить 936 осіб. Органом місцевого самоврядування до 2021 року було Усть-Ваеньгське муніципальне утворення.

## Історія
Від 1937 року належить до Архангельської області.
Від 2004 року належить до муніципального утворення Усть-Ваеньгське муніципальне утворення.

## Населення
| 1989 | 2002  | 2009  | 2010 | 2012 |
| ---- | ----- | ----- | ---- | ---- |
| 1500 | ↘1333 | ↘1232 | ↘964 | ↘936 |